# Georg Treu
Georg Treu, född den 17 mars 1843 i Sankt Petersburg, död den 5 oktober 1921 i Weisser Hirsch vid Dresden, var en tysk konstforskare.
Treu, vars far var köpman, begdrev sina universitetsstudier i Dorpat och Berlin, anställdes vid Eremitagegalleriet i Petersburg och tog doktorsgraden i Göttingen 1874. Han blev därefter tjänsteman vid museerna i Berlin, ledde utgrävningarna i Olympia 1877–1881, var 1882–1915 direktör för skulpturmuseet Albertinum i Dresden och 1882–1909 professor vid tekniska högskolan och akademien där. 
Hans mest betydande skrifter behandlar Olympia och grekisk konst: Die Ausgrabungen zu Olympia (i samarbete med andra forskare. Treu skrev delarna 3-5, 1877-81), Hermes des Praxiteles (1878), Bildwerke von Olympia (1894-97), Olympische Forschungen (1900) och Hellenische Stimmungen in der Bildhauerei einst und jetzt (1910). Treu utgav dessutom Sollen wir unsere Statuen bemalen? (1884), Constantin Meunier (1900), Max Klinger als Bildhauer med mera.